# Rio Kaituma
O rio Kaituma é um rio da Guiana Essequiba na região de Barima-Waini . A foz fica na parte superior do rio Barima, e a área é composta principalmente por manguezais.
Os rios Kaituma e Barima foram dragados para dar espaço suficiente para os navios coletarem minério das minas nas proximidades de Porto Kaituma . Era um esconderijo para fugitivos do massacre do Templo do Povo devido à sua proximidade com o assentamento de Jonestown .

## Preocupações ambientais
Testes feitos pela Guyana Water Inc. e a EPA encontraram altas taxas de mercúrio no rio que tem sido associado à mineração na área. Os moradores de Porto Kaituma e de outras aldeias precisam obter água de outras fontes, como poços ou de fora da área, porque a água encanada é bombeada do rio.
Uma prática indígena de atordoamento de peixes usando 'canami' também afeta a qualidade da água.